# Castalius leoninus
Castalius leoninus är en fjärilsart som beskrevs av Hans Fruhstorfer 1922. Castalius leoninus ingår i släktet Castalius och familjen juvelvingar. Inga underarter finns listade i Catalogue of Life.